# Lagoa da Reserva
Lagoa da Reserva är en sjö i Brasilien, i delstaten Rio Grande do Sul. En kilometer norr om Lagoa da Reserva ligger den betydligt större Lagoa dos Patos, dit Lagoa da Reserva avrinner.